# Haiti
Haiti (AFI: /aˈiːti/; in haitiano Ayiti), ufficialmente Repubblica di Haiti (in haitiano Repiblik Ayiti), è uno Stato situato nell'isola di Hispaniola, nel Mar dei Caraibi, confinante ad est con la Repubblica Dominicana. Un tempo colonia francese, è stata la seconda nazione delle Americhe a dichiarare la propria indipendenza, dopo gli Stati Uniti d'America. L'indipendenza dalla Francia fu dichiarata il 1º gennaio 1804.
L'isola è storicamente caratterizzata da una marcata instabilità politica e dalla fragilità del territorio. Colpita nell'estate 2004 dall'uragano Jeanne, nel gennaio 2010 dal secondo terremoto più distruttivo della storia dell'uomo e nell'ottobre 2016 dall'uragano Matthew, vive in uno stato di emergenza umanitaria.
Dal 2004 al 2017 vide la presenza di un contingente guidato dal Brasile, per una missione internazionale di aiuto sotto l'egida dell'ONU. Il 14 agosto 2021 il Paese viene nuovamente colpito da un fortissimo terremoto di magnitudo 7,2.

## Storia
L'isola di Hispaniola, di cui Haiti occupa la porzione più occidentale, era in origine abitata dagli indigeni taino e arauachi. Il 4 dicembre 1492 la Santa Maria, comandata da Cristoforo Colombo, sbarcò dove oggi sorge Môle-Saint-Nicolas: l'intera isola fu subito rivendicata a favore della Spagna.

### Il periodo coloniale
La riduzione in schiavitù e le conseguenti condizioni di vita molto precarie portarono a una drammatica diminuzione della popolazione indigena nel quarto di secolo successivo alla scoperta dell'isola. Per sopperire alla carenza di manodopera, gli spagnoli cominciarono a deportare schiavi africani, impiegati soprattutto nella ricerca dell'oro. L'interesse spagnolo verso Hispaniola diminuì notevolmente a partire dagli inizi del sedicesimo secolo, quando immense riserve d'oro e argento furono scoperte in Messico e in Perù.
Nel 1606 il sovrano spagnolo ordinò a tutti i coloni di spostarsi nei pressi di Santo Domingo, la capitale di Hispaniola, al fine di proteggere la popolazione dell'isola dagli attacchi dei pirati. Tuttavia questo permise ai pirati inglesi, olandesi e francesi di stabilirsi lungo le coste settentrionali e occidentali ormai abbandonate: particolarmente famosa divenne la "Fratellanza della Costa", composta da bucanieri e schiavi fuggiti, i cimarroni. In particolare i francesi cominciarono a colonizzare l'isola nel 1625, ma fu solo nel 1664 che la Francia rivendicò il suo dominio sulla porzione occidentale di Hispaniola. Nel 1697 la Spagna, con il Trattato di Ryswick, cedette ufficialmente la porzione più occidentale di Hispaniola alla Francia. La nuova colonia fu ribattezzata Côte française de Saint-Domingue.
Mentre la parte spagnola dell'isola, corrispondente alla porzione centrale ed orientale, era scarsamente considerata dalla Corona spagnola, la parte francese conobbe un periodo di prosperità economica che la rese la più ricca delle colonie dell'emisfero occidentale: ciò grazie soprattutto alle notevoli esportazioni di zucchero e cacao. La popolazione della colonia era composta da tre diversi gruppi etnici: gli europei (circa 32 000 nel 1790), che detenevano il controllo politico ed economico, la gens de couleur (28 000 individui liberi e di sangue misto di cui la metà mulatti, definibili come classe sociale di status inferiore) e infine gli schiavi africani (ben 500 000). Gran parte degli schiavi risultava essere nata in Africa e non ad Haiti: le brutali condizioni di vita spesso impedivano la naturale crescita della popolazione. Infine vi erano quelli che, con un termine inglese, sono noti come cimarroni: ex-schiavi sfuggiti ai loro padroni, che vivevano nelle terre più elevate, completamente estranei al resto della colonia.

### L'indipendenza
Sull'onda della Rivoluzione francese le gens de couleur cominciarono a fare pressione sul governo coloniale per ottenere maggiori diritti.
Nell'ottobre 1790, 350 di essi si ribellarono al governo; il 15 maggio 1791, l'Assemblea nazionale francese concesse i diritti politici a tutti i mulatti e i neri nati liberi, senza tuttavia mutare lo status di coloro che erano ancora schiavi. Il 22 agosto 1791 gli schiavi della zona di Cap-Français (ora Cap-Haïtien) si ribellarono ai loro padroni. La ribellione degli schiavi si diffuse rapidamente sotto il comando di Toussaint Louverture. Egli si alleò quindi con les gens de couleur e i maroons ("cimarroni") i cui diritti erano ora stati revocati dal governo francese, spaventato dalle rivolte.
Le forze di Toussaint ebbero la meglio sull'esercito coloniale francese; tuttavia i due schieramenti si unirono nel 1794, in seguito all'emanazione di un decreto con cui il governo rivoluzionario francese abolì la schiavitù. Sotto la guida di Toussaint, il nuovo esercito di Saint-Domingue sconfisse le truppe d'invasione britanniche e spagnole.
Nel 1801 Louverture decise di proclamare una costituzione per Santo Domingo che lo decretava governatore a vita e stabiliva la sovranità dei neri sullo stato con l'abolizione perpetua della schiavitù. In risposta, Napoleone Bonaparte inviò un corpo di spedizione militare di soldati francesi e navi da guerra sull'isola, guidato da suo cognato Charles Leclerc, per restaurare appieno il governo francese su Santo Domingo.
I francesi avevano inoltre segretamente il compito di restaurarvi la schiavitù. Tradito e catturato, Toussaint morì poi in una prigione francese. Ciò non fece altro che riaccendere gli animi dei ribelli: Jean-Jacques Dessalines e Henri Christophe, a capo di altri schieramenti in lotta, decisero d'interrompere la tregua e riprendere a combattere. Nel frattempo le truppe napoleoniche furono bloccate da un'epidemia di febbre gialla scoppiata sull'isola, che provocò anche la morte del generale Leclerc, sostituito dall'ex governatore di Haiti, il generale Vimeur de Rochambeau. Il 18 novembre 1803 l'esercito di Dessalines sbaragliò i francesi nella battaglia di Vertières.

Bandiera degli indipendentisti nel 1803

Il 1º gennaio 1804 l'ormai ex colonia dichiarò la sua indipendenza, divenendo così il secondo paese del continente americano a dichiararsi indipendente, dopo gli Stati Uniti d'America; Dessalines ne divenne il primo Capo di Stato con il titolo di governatore e, pochi mesi dopo, sull'esempio di Napoleone si fece proclamare Imperatore con il nome di Giacomo I fondando il Primo Impero di Haiti (1804-1806). Saint-Domingue venne dunque ribattezzata Haiti in ossequio alla popolazione degli arauachi, i quali chiamavano l'isola Ayiti (in lingua Harawak significa "aspro", riferito al territorio).
Il neonato Stato sostenne la causa abolizionista nelle colonie americane ovunque fosse possibile. Il governo haitiano aiutò Simón Bolívar, offrendogli rifugio e appoggiando la sua causa indipendentista, a condizione che liberasse poi gli schiavi dell'America Latina. Le potenze coloniali reagirono isolando Haiti attraverso una sorta di cordone sanitario che doveva servire a evitare il propagarsi delle rivolte degli schiavi. Alcuni storici ritengono che la "rivoluzione" haitiana abbia ispirato molte rivolte di schiavi nei Caraibi e negli Stati Uniti. 
Durante la rivolta molte chiese furono saccheggiate e distrutte e i sacerdoti cattolici dovettero lasciare Haiti, determinando un'estrema esiguità del clero, che si protrarrà fino alla firma del Concordato nel 1860. Nel 1804 l'imperatore nominò addirittura un "arcivescovo di Haiti" (anzi un "grand-archevêque") che di fatto provocò uno scisma che fu risanato del tutto quando la Chiesa cattolica ad Haiti ebbe una gerarchia pienamente in comunione con Roma con il Concordato (ma di fatto già nel 1850, quando Martial Testard du Cosquer fu nominato "grand-archevêque" dall'imperatore Faustino I con il consenso di Roma anche se l'arcidiocesi di Port-au-Prince fu eretta canonicamente solo nel 1861, con lo stesso Testard come primo titolare legittimo). 
Nel 1804 la Francia si rifiutò di riconoscere l'indipendenza della sua colonia, pretendendo 150 milioni di franchi per compensare le perdite dei proprietari terrieri francesi in seguito alla rivoluzione e solo nel 1838 si trovò un accordo che ridusse la cifra a "solo" 90 milioni. Il pagamento di questa indennità mise in difficoltà il governo haitiano e rappresentò un duro colpo per l'economia isolana.
Nel 1806 Dessalines fu assassinato durante una lotta di potere con i suoi rivali politici. Haiti venne divisa in due stati: a sud una repubblica fondata da Alexandre Pétion, a nord un governo (divenuto regno di Haiti nel 1811) sotto il dominio di Henri Christophe (Enrico I). Quest'ultimo fece costruire per sé stesso otto palazzi, tra cui la sua roccaforte di Sans Souci e l'imponente Citadelle Laferrière, la più grande fortezza dell'emisfero occidentale.
Nell'agosto del 1820 Christophe rimase parzialmente paralizzato a causa di alcuni attacchi ischemici. Una nuova ribellione scoppiò a seguito della diffusione della notizia della sua infermità: il 2 ottobre 1820 la guarnigione militare presso Saint Marc si ammutinò, mentre i generali di Christophe cominciarono a tramare contro il loro capo. Gli uomini rimastigli fedeli condussero Christophe nella Cittadella e qui egli chiese di essere lavato, di venire vestito con l'uniforme militare e di essere lasciato solo sulla sua sedia preferita. Poco dopo il monarca haitiano si suicidò. Suo figlio (Enrico II) venne ucciso poco dopo.
Con la morte di Christophe la nazione venne riunificata con il nome di Repubblica di Haiti, sotto la guida di Jean-Pierre Boyer, successore di Petion. Boyer invase poi la colonia spagnola di Santo Domingo, riunificando così l'isola di Hispaniola: Santo Domingo rimase sotto il dominio haitiano fino al 1844, quando ottenne l'indipendenza con il nome di Repubblica Dominicana.
Faustin Soulouque, già presidente dal 1847, fondò il Secondo Impero di Haiti nel 1849 (come Faustino I) ma questo durò fino al 1859.

### L'occupazione statunitense
Dal 1906, il paese è stato nell'ambito della "diplomazia del dollaro" e il Dipartimento di Stato fece pressione su Port-au-Prince nel 1910-1911 per assicurare l'ingresso di Citibank nel capitale della Banca Nazionale. Da allora, la National City Bank ha lavorato per conquistare l'istituzione dall'interno, mentre cercava di costringere i governi haitiani indebitati ad accettare il controllo doganale. Nel dicembre 1914, le truppe statunitensi sequestrarono i fondi pubblici della banca e li trasferirono negli Stati Uniti, nonostante le proteste haitiane contro un "atto di pirateria internazionale".
Il vicepresidente della Banca Nazionale, Roger L. Farnham, definì il piano che sarebbe stato adottato dal Dipartimento di Stato. L'obiettivo era quello di utilizzare l'occupazione militare per controllare l'intera amministrazione e promuovere così gli interessi economici americani nel paese. Nonostante la forte penetrazione del capitale americano nell'economia haitiana (ferrovie, trasporti urbani, elettricità, ecc.), la Costituzione negava agli stranieri il diritto di possedere beni immobili, tenendoli fuori da molti settori (zucchero, caffè, cotone, tabacco, legno, ecc.).
A parte l'interferenza americana, il paese era in uno stato di insurrezione quasi permanente. Dal 1910 al 1915, cinque presidenti si succedettero, una situazione che culminò nell'esecuzione di 167 prigionieri politici il 27 luglio 1915, seguita da una rivolta popolare che rovesciò il governo e mise a morte il presidente Vilbrun Guillaume Sam. Questa rivoluzione, guidata da Rosalvo Bobo, che si opponeva all'avvicinamento del paese agli Stati Uniti, non piacque a questi ultimi, ma la decisione di invadere Haiti era già stata presa prima che Vilbrun Guillaume Sam fosse rovesciato.
Una nuova costituzione fu scritta dagli Stati Uniti e introdotta nel 1918. Dal 1918 al 1934, l'inglese divenne la seconda lingua ufficiale del paese, dopo il francese. L'introduzione del lavoro forzato e il razzismo dei marines favorirono il reclutamento da parte della resistenza nazionalista, guidata da Charlemagne Péralte, che comprendeva 5 000 combattenti permanenti e 15 000 irregolari. La zona di guerriglia riguardava principalmente il nord e il nord-est del paese. In Francia, alcuni politici pensavano che Haiti sarebbe diventata una colonia americana, come i territori spagnoli di Porto Rico e delle Filippine, che furono occupati dagli americani nel 1898, durante la guerra degli Stati Uniti contro la Spagna.
Dopo molti combattimenti nelle periferie di alcune grandi città, i ribelli presero d'assalto la capitale, Port-au-Prince, il 7 ottobre 1919. Le forze d'occupazione americane poterono contare sul loro vantaggio materiale: uso di mitragliatrici, aerei da ricognizione, missioni di pattugliamento e di mitragliamento con idrovolanti. La libertà di movimento all'interno del paese è stata soppressa dagli occupanti con l'introduzione di passaporti interni e, soprattutto, la repressione ha colpito regolarmente la popolazione civile, al punto che il Comando Generale dei Marines ha riconosciuto la realtà delle "uccisioni indiscriminate" nelle campagne di controinsurrezione. I contadini furono internati in campi di concentramento con il pretesto della necessità militare. In tre anni, si dice che vi siano morti 5.500 contadini. Charlemagne Péralte fu assassinato il 1º novembre 1919, una spia aveva condotto i marines da lui. Benoît Batraville prese il comando e riuscì a mantenere l'attività di guerriglia, ma fu ucciso in combattimento il 18 maggio 1920. Dopo la morte dei suoi leader, la guerriglia si demoralizzò e si estinse gradualmente. L'occupazione terminò nel 1934.

### Il periodo dei Duvalier

Bandiera di Haiti nel 1964

Gli Stati Uniti lasciarono Haiti nelle mani della minoranza multietnica. Nel 1946 Léon Dumarsais Estimé divenne il primo presidente nativo dell'isola, a partire dal 1915, vale a dire da quando l'occupazione statunitense aveva avuto inizio. I suoi sforzi di riforma non fecero altro che aumentare lo stato di caos in cui versava il paese e, quando nel 1950 tentò di prolungare il suo mandato oltre la durata legale, si verificò un colpo di Stato con la successiva creazione di un Consiglio Militare di Governo guidato da Paul Magloire.
Nel 1957 giunse al potere il dottor François Duvalier ("Papa Doc"), quale esito delle prime elezioni a suffragio universale tenute ad Haiti. Molti ritengono che il risultato del voto sia stato manipolato dall'esercito. Nel 1964 Duvalier si autoproclamò presidente a vita e per anni mantenne il controllo sulla popolazione attraverso i Volontari per la Sicurezza Nazionale, la sua polizia segreta, soprannominati Tonton Macoutes ("gli uomini spettro"), dal nome di una figura della tradizione locale, l'uomo nero. Questa organizzazione fu più volte criticata a livello internazionale per i metodi violenti con cui venivano trattati gli avversari politici, veri o presunti tali. Alla morte nel 1971, a Duvalier padre successe, quale presidente a vita il figlio diciannovenne Jean-Claude Duvalier, soprannominato "Baby Doc". Il regime di Duvalier figlio divenne noto per la corruzione e fu deposto nel 1986, aprendo così un nuovo periodo di agitazioni.
Il regime di Duvalier ha lasciato circa 50 000 morti e il paese in rovina. Nel 1988, un tribunale di Miami dichiarò che Jean-Claude Duvalier aveva "sottratto più di 504 milioni di dollari di denaro pubblico".

### Il movimento cattolico pro-democratico
La fine del regime di Duvalier figlio cominciò grazie ad un movimento popolare promosso dalla Chiesa locale e rafforzato dalla visita di papa Giovanni Paolo II nel 1983 che, prima di salire sull'aereo, pronunciò un discorso dai toni accesi che concluse con un'esclamazione molto decisa: «Le cose devono cambiare qui!». Nel 1984 rivolte contro il governo si diffusero in tutta la nazione, mentre la Conferenza episcopale di Haiti varò un programma di alfabetizzazione volto a preparare il popolo haitiano ad una più consapevole partecipazione al processo elettorale.

### L'epoca di Aristide

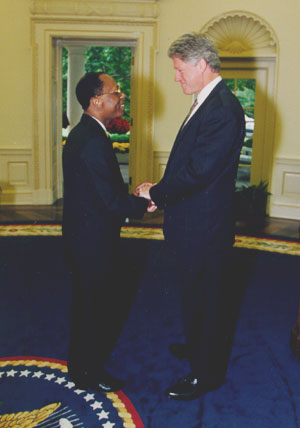
Aristide in un incontro con Bill Clinton

Nel 1991 il leader carismatico Jean-Bertrand Aristide venne eletto presidente, ma fu deposto da un colpo di Stato dopo poco tempo. Seguirono tre anni segnati dal brutale controllo di una giunta militare. Nel 1994 l'intervento statunitense riportò Aristide al potere e uno dei suoi primi atti fu lo scioglimento dell'esercito, decisione che incontrò un forte favore presso il popolo.
()
()
()
Nel 1996 ad Aristide successe il suo alleato nonché ex-primo ministro René Préval. Mentre Aristide fu il primo presidente democraticamente eletto nella storia haitiana, Préval fu invece il primo a portare a compimento il suo mandato senza interruzione e soprattutto il primo a lasciare di sua volontà l'incarico una volta scaduto il termine. Infatti i suoi predecessori erano morti naturalmente durante il mandato, oppure erano stati assassinati, deposti, imposti da una potenza straniera o portati a prolungare il loro incarico oltre la durata legale del mandato.

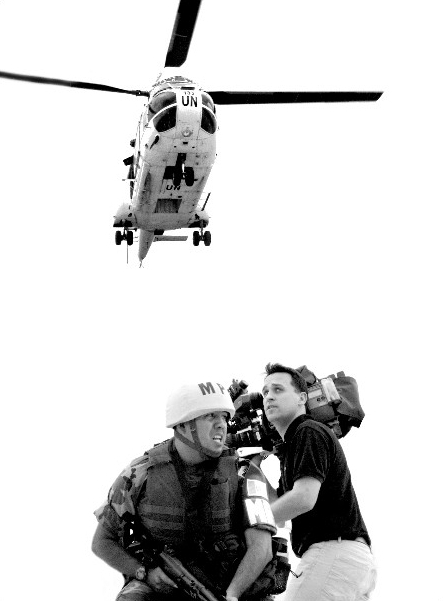
Elicottero cileno appartenente alla missione ONU MINUSTAH nel 2006, durante una rivolta a Pétion-Ville avvenuta durante le elezioni presidenziali

Aristide tornò al potere nel 2001, dopo un voto che fu boicottato da molti suoi rivali che accusarono il suo partito (Fanmi Lavalas) di aver falsato i voti di una precedente elezione del senato. Aristide negò le imputazioni e a sua volta accusò i suoi avversari di essere sottomessi all'influenza americana e di aver tramato alle sue spalle. Un cablogramma di WikiLeaks risalente al 14 novembre del 2003 descrive come la Chiesa cattolica, a causa del crescente malcontento nei suoi confronti nel paese dovuto al fatto che il popolo pensava a un ruolo di questa istituzione nella crisi del governo e alle crescenti divisioni nel partito, cercò di consigliare il leader nel "favorire riforme democratiche" senza compromettere la sua leadership o scatenare altre violenze.
Nel febbraio del 2004 il governo di Aristide fu deposto da un gruppo di ribelli armati guidati da bande urbane precedentemente al servizio del partito presidenziale e da ex-soldati. Dopo questo episodio un altro cablogramma rivela come per il prelato locale la partenza di Aristide fosse stata "la scelta migliore". Quando questo lasciò il paese, molti membri del suo governo cercarono rifugio all'estero o preferirono nascondersi, mentre ancora una volta gli Stati Uniti intervenivano facendo sbarcare i marine a Port-au-Prince. Dopo la fuga di Aristide, Boniface Alexandre, giudice capo della Corte suprema, fu nominato presidente da un consiglio, con l'appoggio di Stati Uniti d'America, Canada e Francia.
Le nuove elezioni del febbraio 2006 hanno portato René Préval a essere rieletto presidente. Dopo le elezioni del 2010, Presidente è divenuto Michel Martelly.

### Il terremoto e l'epidemia di colera del 2010
Il 12 gennaio 2010 alle ore 21:53:09 UTC (16:53 ora locale) un violento terremoto di magnitudo 7,0 {\displaystyle M_{\mathrm {w} }}, seguito da numerose repliche di intensità superiore a 5,0 {\displaystyle M_{\mathrm {w} }}, colpì l'entroterra di Haiti in prossimità della capitale Port-au-Prince.
Il numero di vittime e l'entità dei danni materiali provocati dal sisma rimasero sconosciuti per un certo periodo, ma immediatamente apparvero ingenti, con notizie che indicavano un numero di morti compreso tra decine di migliaia e 500 000. Secondo la Croce Rossa Internazionale il terremoto avrebbe coinvolto più di 3 milioni di persone, 222 517 (bilancio ufficiale del 24 febbraio 2010) persone sarebbero rimaste uccise e 300 000 ferite. Molti edifici della capitale, compresi i quattro ospedali cittadini, il Palazzo Nazionale e la sede del parlamento (Assemblea nazionale di Haiti), la cattedrale, il quartier generale della missione ONU di peacekeeping MINUSTAH, andarono distrutti o furono gravemente danneggiati.
Dieci mesi dopo la situazione si aggravò ulteriormente a causa di un'epidemia di colera che si diffuse tra la popolazione haitiana e che comportò altri casi di morte.

### La presenza militare statunitense
Al tempo gran parte degli edifici pubblici, compresi aeroporti e palazzi del governo, erano occupati dalle forze armate USA che avevano dislocato centinaia di mezzi blindati, accampamenti e arsenali in tutta l'isola, creando inizialmente contrasti con le forze dell'ONU. I marine appartenenti alle forze armate statunitensi ammontavano a 10 000; avevano il compito di pattugliare la zona.
Dopo le elezioni presidenziali del 2011 il paese fu governato da Michel Martelly. Un cablogramma di WikiLeaks risalente al periodo del terremoto e rilasciato dall'ambasciata vaticana descrisse il ritorno nel paese di Aristide come "un evento disastroso" in quanto in grado di scatenare ulteriori tumulti e distrarre il popolo dalle operazioni di aiuto. Per questa ragione fu ordinato al prelato a lui vicino di convincerlo a stare lontano dal paese.

### Dal 2016 in poi periodi d'insofferenza, fino all'assassinio del presidente Moïse
Dal 2016 vi furono momenti d'insofferenza con forte rischio di una guerra civile, a seguito dell'elezione del Presidente Jovenel Moïse, cinquantottesimo presidente di Haiti, eletto nel novembre del 2016, ma realmente al potere solo da febbraio del 2017. Nel febbraio 2019, un aumento fino al 50% dei prezzi del carburante alla pompa, ispirato dal Fondo Monetario Internazionale (FMI), e gli scandali di corruzione che coinvolsero diversi ministri e lo stesso presidente, provocarono grandi proteste antigovernative. Tra il 6 e il 7 luglio 2021, Moïse fu assassinato e il primo ministro uscente Claude Joseph, assunse ad interim la carica di presidente. Dalle prime analisi, Moïse sarebbe stato ucciso in casa sua a Port-au-Prince da un commando armato formato da persone straniere di lingua spagnola. Moïse aveva da poco nominato il nuovo primo ministro Ariel Henry, per preparare Haiti alle elezioni che avrebbero portato il 26 settembre allo svolgimento di un referendum costituzionale e l'elezione di un nuovo presidente e di un nuovo parlamento.

### Rivolta del 2024
Nel marzo 2024, a seguito di un'evasione di massa, la capitale Port-au-Prince cade sotto il controllo di bande criminali. In pochi giorni, il livello di violenza raggiunge un livello tale da giustificare l'evacuazione dell'ambasciata statunitense e del personale diplomatico europeo, oltre alla chiusura del confine terrestre da parte della Repubblica Dominicana. Il 12 marzo il primo ministro Ariel Henry, in auto-esilio a Puerto Rico, annuncia le sue dimissioni.
Il 25 aprile viene costituito il Consiglio Presidenziale di Transizione, che il 29 maggio successivo nomina Garry Conille primo ministro provvisorio.

## Economia
Haiti è il paese meno sviluppato dell'emisfero settentrionale e uno dei più poveri al mondo. Gli indicatori economici e sociali mostrano come Haiti, a partire dagli anni '80, abbia accumulato il divario rispetto ad altri paesi in via di sviluppo con livelli di reddito molto bassi.
Dopo una recessione culminata nel 2004, si è verificata una lenta ripresa interrottasi però nel 2008 a seguito di pesanti scontri di piazza, limitando così la crescita all'1,3%.
Nel 2009 la crescita era invece prevista di circa il 2%.
Dalla sesta rassegna valutativa, pubblicata sul sito del Fondo Monetario Internazionale il 4 febbraio 2010, si ha una visione generale dell'anno fiscale 2009 (conclusosi il 30 settembre 2009), nonché del primo trimestre 2010. Nonostante la grave crisi economica che ha colpito tutto il mondo, la crescita economica di Haiti è stata positiva (2,9 per cento), mentre l'inflazione è scesa a settembre a −4,7 per cento, riflettendo la diminuzione dei prezzi dei prodotti alimentari locali e internazionali. Il disavanzo di bilancio è rimasto contenuto (4,4% del PIL). Nel settore finanziario, crediti e depositi sono fortemente aumentati, garantendo alle banche forti guadagni. Questa performance positiva dell'economia haitiana è continuata anche nel primo trimestre dell'anno fiscale 2010 (ottobre-dicembre 2009). Le proiezioni, in effetti, indicavano per il 2010 una previsione di crescita positiva del 3,6% e un'inflazione annuale dell'8%. Il sisma del 12 gennaio 2010 ha messo in pesante crisi tutto questo buon andamento complessivo, con danni gravissimi anche alle infrastrutture della capitale Port-au-Prince.
Secondo il Fondo Monetario Internazionale nel 2012 il PIL nominale consisteva in 7,9 miliardi di dollari USA, mentre il PIL a parità di potere d'acquisto ammontava a 12,8 miliardi di dollari. Il PIL pro capite nominale si aggirava a 759 dollari, mentre quello a parità di potere d'acquisto a 1 229 dollari.
Haiti occupa la 153ª posizione su 177 paesi classificati in base all'Indice di sviluppo umano. Circa l'80% della popolazione vive in una condizione di povertà degradante, il 54% vive con meno di un dollaro al giorno, posizionando così il paese al penultimo posto nel mondo nella relativa classifica.
Haiti risulta essere in forte ritardo in pressoché tutti gli indicatori di sviluppo anche in confronto ai paesi della zona caraibica e alla Repubblica Dominicana, che divide con Haiti il territorio della stessa isola (Hispaniola). Il reddito medio pro capite dei dominicani è doppio rispetto agli haitiani e la povertà è un fenomeno limitato, con il solo 3% della popolazione che vive con meno di un dollaro al giorno. Anche la mortalità infantile, che nella Repubblica Dominicana colpisce 31 bambini su 1 000 nati vivi, ad Haiti ha una consistenza più che doppia (74 ogni 1 000 bambini nati vivi).
I disoccupati di Haiti rappresentano oltre il 60% della popolazione e sul paese grava un pesante debito.
Quasi il 70% degli haitiani è impiegato nel settore agricolo, che rappresenta quasi un terzo del PIL nonostante sia per lo più una forma di agricoltura di sussistenza praticata su piccola scala. L'industria riveste un ruolo assolutamente marginale mentre i servizi, il turismo in particolare, coprono il restante 30% circa dell'economia del paese. Haiti ha conosciuto nello scorso decennio una piccola crescita dei posti di lavoro e attualmente si assiste ad un aumento dell'economia sommersa.
Durante le amministrazioni Aristide (secondo periodo) e Alexandre-Latortue, le difficoltà riscontrate nel raggiungere accordi con i finanziatori internazionali hanno negato ad Haiti gli aiuti di cui il paese aveva fortemente bisogno. Un altro ostacolo allo sviluppo economico è rappresentato dalla dilagante violenza che, soprattutto dalla metà degli anni '90, tormenta la vita politica e sociale di Haiti. Sebbene vi fosse una situazione di relativa stabilità sotto i governi del Fanmi Lavalas, ciò non è bastato per convincere gli investitori stranieri a impiegare i loro capitali nel paese.
Di conseguenza, Haiti negli ultimi 20 anni (2012) ha conosciuto periodi di ristrettezze economiche, di consistenti deficit della bilancia commerciale e cicli caratterizzati da elevati livelli di inflazione. Gli studi hanno inoltre dimostrato che il flusso di riserve dall'estero, almeno per gli ultimi 5 anni (2012), è rappresentato soprattutto dalle rimesse della consistente comunità haitiana espatriata e dalle tasse sulle telefonate dall'estero.
Nel suo rapporto di marzo 2019, la missione delle Nazioni Unite per sostenere la giustizia ad Haiti nota che "le condizioni di vita della popolazione haitiana si stanno sempre più deteriorando". Per il paese nel suo insieme, il 5,5% e il 27% delle persone sono rispettivamente in situazioni di emergenza e di crisi alimentare; 2,26 milioni di persone sono classificate come insicure dal punto di vista alimentare "e bisognose di assistenza umanitaria in questo senso".

## Suddivisioni amministrative
Haiti è divisa in 10 dipartimenti, 41 arrondissement e 133 comuni, che rappresentano, rispettivamente, il primo, secondo e terzo livello di suddivisione amministrativa.

## Dispute territoriali
Haiti rivendica la vicina isola Navassa (Navasse, in francese), attualmente occupata dagli Stati Uniti. Le rivendicazioni haitiane si basano sul trattato di Rijswijk del 1697 tra Francia e Spagna, in base al quale alla prima veniva riconosciuto il possesso della porzione occidentale dell'isola di Hispaniola (territorio corrispondente all'attuale stato haitiano) più alcune isole circostanti, tra le quali Navassa. Dal canto loro gli Stati Uniti fondano le proprie rivendicazioni sul Guano Islands Act del 1856.

## Società

### Demografia
Haiti ha circa undici milioni di abitanti. Malgrado una densità molto elevata (360 ab./km²), la distribuzione della popolazione è eterogenea, e vede una maggior concentrazione abitativa nelle città marittime. Circa il 98% degli abitanti è di origine africana. Il resto della popolazione è formato da mulatti e da sparuti gruppi di europei e levantini (vale a dire libanesi e siriani).

### Lingue
Le lingue ufficiali sono il francese, che però è parlato in modo corrente solo da circa il 10% della popolazione a causa dell'alto tasso di analfabetismo e il creolo haitiano. La quasi totalità degli haitiani si esprime nella vita quotidiana attraverso il creolo haitiano (kreyòl ayisyen), evolutosi a partire dal francese modificato nell'uso dagli schiavi africani.

### Religione
Il cattolicesimo è la religione di Stato, professata dalla maggioranza della popolazione. Tuttavia si stima che il 30% circa degli haitiani sia protestante (varie denominazioni fra cui: le Assemblee di Dio, la Convenzione Battista di Haiti, gli avventisti, la Chiesa di Dio, la Chiesa del Nazareno, gli episcopali, la Missione Evangelica Battista del Sud di Haiti).
Molti haitiani praticano, spesso congiuntamente alla religione cristiana, il vodoun (meglio noto come vudù o voodoo), derivante dalla commistione tra le religioni tradizionali africane e il cattolicesimo.

## Istituzioni

### Università
Una delle più rinomate università di Haiti è l'Università statale di Haiti, fondata nel 1944.

## Cultura

### Giornali cartacei ed elettronici
Nella categoria della stampa settimanale si possono citare Haiti Liberté e Haiti Progrès.
Nella categoria della stampa quotidiana possiamo citare: Le Matin e Le Nouvelliste.
Nella categoria dei giornali on line possiamo citare Balistrad e Ayibopost.

### Produzione letteraria
Tra i poeti e scrittori haitiani bisogna ricordare il poeta Antoine Dupré, nel XIX secolo, e, tra il XX e il XXI secolo, gli scrittori Jacques Roumain (1907-1944) e Louis-Philippe Dalembert (1962-); nel corso del XXI secolo spicca Frankétienne, tra le massime personalità della letteratura haitiana, e Kettly Mars il cui romanzo L'ora ibrida ha vinto il Premio Senghor 2006 per il miglior romanzo d'esordio di un autore francofono.

### Musica
In campo musicale possiamo citare il chitarrista e rapper Wyclef Jean, il musicista e politico haitiano Michel Martelly, come anche il rapper Mach-Hommy, conosciuto per la critica sociale del suo stesso paese di provenienza.

### Patrimoni dell'umanità
Il Parco storico nazionale – Cittadella, Sans Souci, Ramiers è il primo sito di Haiti iscritto, nel 1982, nella lista dei patrimoni dell'umanità dell'UNESCO.

### Gastronomia
La gastronomia di Haiti è stata costruita da una combinazione di elementi francesi, spagnoli e africani, con qualche influenza amerindia, derivanti dalla variegata composizione etnica, dovuta alle dominazioni coloniali. Tuttavia la base principale della sua cucina è francese e autoctona. Un cibo che si consuma solitamente ad haiti è il biscotto di fango, originario di haiti.

## Sport
In ambito sportivo la nazionale di calcio di Haiti è stata campione della Gold Cup nel 1973. Nel pugilato si è affermato, tra gli altri, Bermane Stiverne, campione del mondo WBC dei pesi massimi dal 2014 al 2015. Ha ottenuto la prima medaglia olimpica a Parigi 1924, quando venne conquistata la medaglia di bronzo nella disciplina del Tiro a segno, fucile a squadre.

## Ricorrenze nazionali
| Data        | Nome                                                              | Significato                                                                                    |
| ----------- | ----------------------------------------------------------------- | ---------------------------------------------------------------------------------------------- |
| 1º gennaio  | Giorno dell'indipendenza della Repubblica di Haiti                | Celebra l'atto di indipendenza di Haiti dalla Francia nel 1804                                 |
| 17 ottobre  | Giorno di Dessalines                                              | Commemora la morte di Jean-Jacques Dessalines nel 1806                                         |
| 18 novembre | Giorno della battaglia di Vertières / Giornata delle Forze Armate | Battaglia di Vertières: vittoria delle forze haitiane su quelle francesi napoleoniche nel 1803 |
| 5 dicembre  | Scoperta di Haiti                                                 | Giorno dello sbarco sull'isola di Hispaniola da parte di Cristoforo Colombo nel 1492           |